# Rood (film)
Rood is een korte film geregisseerd door Jasper ten Hoor die in 2013 in première ging op het 33e Nederlands Film Festival in Utrecht. Daarna draaide de film op het Reggio Filmfestival in Italië, het Malta Horror Film Fest en op het SoundTrack_Cologne festival in Duitsland, waar de film  werd genomineerd voor de Peer-Raben-Music-Award.
De film is een vervolg op het bekende sprookje van Roodkapje. Actrice Sophie van Winden speelt de rol van de volwassen Roodkapje en Peter Tuinman speelt de rol van de jager. 

## Verhaal
Een inmiddels volwassen geworden Roodkapje (Sophie van Winden) heeft nog steeds last van haar verleden. Ze probeert hier, samen met de jager (Peter Tuinman), aan te werken, maar het gaat nog moeizaam. Als ze dan aanwijzingen ontdekt dat de grote boze wolf terug is om wraak te nemen, besluit ze dat het tijd is om de strijd aan te gaan en oog in oog zal moeten staan met haar grootste angst.

## Rolverdeling
- Sophie van Winden - Roodkapje
- Peter Tuinman - de jager
- Chiara Pennasilico - jonge Roodkapje
- Iris van Geffen - vrouw in dorp
- Robert Jan Heyning - man in dorp